# Tržiška Bistrica
Tržiška Bistrica je rijeka u sjeverozapadnoj Sloveniji.
Duga je 27 km, izvire kod naselja Jelendol u Karavankama nedaleko od slovensko-austrijske granice, teče kroz Tržič i kod Podbrezja se ulijeva u Savu kao njezin lijevi pritok. Veličina njezinoga porječja je 146 km². Bogata je ribom, većinom pastrvom.

## Galerija
- Tržiška Bistrica
- Tržiška Bistrica